# HMS Jamaica (44)
L'HMS Jamaica (Pennant number C44), sesta nave da guerra britannica a portare questo nome in onore dell'omonima isola allora colonia britannica, è stata un incrociatore leggero classe Crown Colony della Royal Navy. Costruita nei cantieri Vickers-Armstrongs di Barrow, venne impostata il 28 aprile 1939, varata il 16 novembre 1940 ed entrò in servizio il 29 giugno 1942.

## Servizio

### Durante il conflitto
Al momento dell'ingresso in servizio l'unità venne trasferita a Scapa Flow con il resto della flotta per l'addestramento dell'equipaggio e la preparazione ai compiti operativi. Tra il 26 ed il 29 agosto scortò insieme a tre cacciatorpediniere la nave da battaglia Howe appena completata da Rosyth a Scapa Flow. Il 1º settembre fornì copertura al 1 Squadrone posamine impegnato nella posa di un campo minato nel Mare del Nord. Dall'8 settembre fornì copertura a distanza insieme alle navi da battaglia Anson e Duke of York al convoglio artico PQ18 diretto in Unione Sovietica e al convoglio di ritorno PQ14. Da ottobre venne inquadrata nel 10º Squadrone incrociatori della Home Fleet, presenziando il 9 del mese alla visita del Primo Ministro Churchill e di Stafford Cripps. In seguito venne impiegata con compiti di pattuglia e scorta ai convogli nel Mare del Nord. In vista dell'operazione Torch, nome in codice degli sbarchi Alleati in nordafrica, l'unità venne trasferita dal 27 ottobre a Gibilterra. L'8 novembre, giorno dell'inizio degli sbarchi, appoggiò insieme agli incrociatori Aurora e Delhi e alle portaerei di scorta Biter e Dasher lo sbarco della 1st Armored Division e del 1st Ranger ad Orano. Il giorno successivo respinse insieme alla Aurora i cacciatorpediniere della Francia di Vichy Tramatone, Tornade, Thyphon ed Epervier dalla zona degli sbarchi. Il 10 novembre partecipò al bombardamento delle artiglierie costiere di Orano, fino alla resa delle truppe francesi. Quattro giorni dopo venne quindi riassegnata alla Home Fleet iniziando il viaggio di ritorno in patria.
Tornata a Scapa Flow il 20 novembre, venne utilizzata dal 17 dicembre seguente come parte della Forza R nella scorta ai convogli artici, insieme alla Sheffield e ai cacciatorpediniere Musketeer e Matchless. Due giorni dopo prese parte alla scorta al convoglio JW51A, giungendo a Murmansk il 24 dicembre per effettuare rifornimento. Il 27 dicembre salpò quindi per scortare il convoglio JW51B fino alla penisola di Kola. Il 31 dicembre ingaggiò quindi una forza tedesca uscita per attaccare il convoglio composta dalla nave da battaglia leggera Lützow, l'incrociatore Hipper e sei cacciatorpediniere, nella cosiddetta battaglia del mare di Barents. Un cacciatorpediniere e un dragamine vennero affondati, ma tutti i mercantili giunsero a destinazione. La flotta tedesca subì la perdita del cacciatorpediniere Z16 Friedrich Eckoldt. Nei primi giorni del 1943 l'unità scortò quindi il convoglio RA51 diretto in Islanda, tornando a Scapa Flow l'8 gennaio.

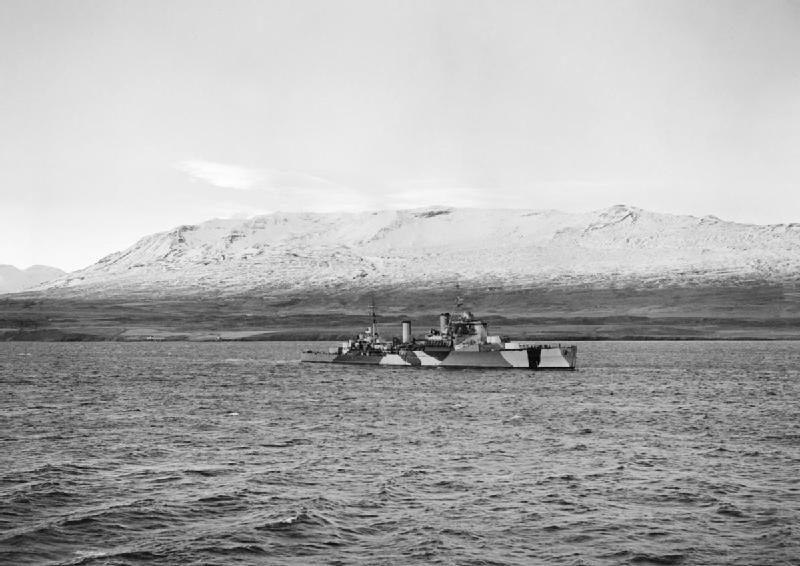
La Jamaica in Islanda nel 1943

Alla fine del mese venne assegnata alla caccia ai forzatori di blocco tedeschi nell'Atlantico, operando quindi nell'area delle Azzorre, tornando a Scapa Flow a fine febbraio. Nel mese di marzo entrò in cantiere a Barrow-in-Furness per la sostituzione delle canne dei cannoni. Tornata operativa in aprile, rimase in servizio attivo solo pochi mesi, venendo sottoposta a lavori di ammodernamento a Portsmouth dal mese di luglio. Tornata in servizio il 18 settembre, venne impiegata con compiti di pattuglia al largo della Norvegia.
Dal 2 novembre prese parte alla scorta al convoglio artico RA54A di ritorno dalla penisola di Kola insieme anche ad unità della US Navy. Sempre nel mese di novembre partecipò a missioni di copertura dei convogli JW54A ed RA54B. Il 16 dicembre, dopo aver fornito scorta a distanza ad un ulteriore convoglio, si diresse a Murmansk insieme alla nave da battaglia Duke of York a bordo della quale si trovava il Comandante in Capo della Home Fleet per un incontro con il Comandante della Flotta del Nord sovietica. Il 26 dicembre prese quindi parte insieme alla Duke of York e agli incrociatori Belfast e Sheffield all'affondamento della nave da battaglia tedesca Scharnhorst, salpata per attaccare il convoglio JW55B. L'ultimo giorno dell'anno le navi tornarono a Scapa Flow dopo un rifornimento a Murmansk venendo accolte con manifestazioni di giubilo dagli equipaggi presenti alla base.
Nel mese di gennaio 1944 rimase a Rosyth per le riparazioni dei danni ricevuti in battaglia, tornando in servizio in febbraio, nuovamente assegnata alla scorta ai convogli artici. Dal 1º aprile partecipò come scorta antiaerea all'Operazione Tungsten, il tentativo di distruggere la nave da battaglia tedesca Tirpitz con un attacco lanciato da una portaerei. In maggio partecipò ad una serie di bombardamenti ed esercitazioni precedenti all'Operazione Neptune, fase navale dello sbarco in Normandia. Dopo aver fornito copertura a distanza alle forze da sbarco, il 16 giugno partecipò insieme al cacciatorpediniere Whelp ad un'operazione di rifornimento della guarnigione alleata sull'isola di Spitsbergen. Il 7 luglio prese parte ad una nuova missione di attacco alla Tirpitz, fornendo scorta alle tre portaerei impegnate. Dopo ulteriori servizi di scorta nel Mare del Nord e nell'Artico, venne designata per lavori di manutenzione e modernizzazione a Portsmouth, che iniziarono il 16 ottobre in vista di un trasferimento presso la British Pacific Fleet. Durante i lavori la torretta X venne sostituita con due impianti antiaerei quadrupli "Pom Pom" mentre tutte le installazioni radar vennero aggiornate.
Uscita di cantiere nell'aprile 1945, effettuò nel mese di maggio le prove in mare, durante le quali ebbe fine la guerra in europa, accogliendo quindi a bordo Re Giorgio VI il 6 giugno per una visita alle Isole del Canale. In agosto, completate tutte le prove e le esercitazioni, raggiunse Plymouth, dove venne raggiunta dalla notizia della vittoria finale anche contro il Giappone.

### Il dopoguerra
La Jamaica salpò quindi da Plymouth il 28 ottobre, giungendo a Colombo il 5 ottobre seguente dopo aver attraversato il Mediterraneo ed il Canale di Suez. Nel mese successivo operò con base a Singapore, sostituendo poi nell'aprile 1946 la Norfolk come ammiraglia del 4 Squadrone Incrociatori, rimanendo nelle Indie orientali fino al novembre 1947 quando venne richiamata in patria. Dopo un ciclo di lavori a Devonport venne inviata nelle Indie occidentali dove rimase fino all'aprile 1949, quando tornò in Estremo Oriente per supportare le forze delle Nazioni Unite durante la guerra di Corea. L'unità partecipò alla battaglia di Jumunjin il 2 luglio 1950 contro unità navali nordcoreane, e bombardò quindi posizioni nemiche sulla costa venendo anche colpita da fuoco di artiglieria ma senza subire gravi danni.
Tornata a Singapore nell'ottobre 1950 venne sottoposta a lavori di manutenzione dopo i quali tornò nel Regno Unito nel febbraio 1951. Trasferita in riserva a Plymouth, divenne in seguito ammiraglia della Flotta di Riserva a Portsmouth dal maggio 1953 al novembre dell'anno successivo, quando entrò in cantiere per lavori. Tornata in servizio attivo nel 1954, venne dislocata nel Mediterraneo insieme al 1 Squadrone Incrociatori, tornando in patria nel giugno 1955 dopo un viaggio in Giamaica. Nel 1956, in seguito ad ulteriori lavori di modernizzazione, la nave tornò nel Mediterraneo, prendendo parte alle operazioni navali seguite alla crisi di Suez. Venne quindi deciso un suo nuovo trasferimento in riserva a Chatham dove giunse il 6 maggio 1958. Dopo una visita a Kiel, Scarborough e Sunderland, venne definitivamente ritirata dal servizio e tirata in secco nel Gareloch. Messa in vendita nel 1960, venne acquistata dalla BISCO il 14 novembre seguente, giungendo a Dalmuir per la demolizione il mese successivo. I lavori vennero completati a Troon il 15 agosto 1963.